# Raf Lapeire
Raphaël Raf Lapeire, né le 30 décembre 1944 à Izegem, est un joueur de football belge, qui évoluait comme milieu de terrain. Il est surtout connu pour les cinq saisons qu'il passe au Cercle de Bruges, remportant un titre de champion de Division 2 la première année. Il ne joue dans aucune autre équipe professionnelle, terminant sa carrière dans des clubs de divisions inférieures jusqu'en 1983.

## Carrière
Raf Lapeire s'affilie en 1955 au KFC Izegem, le club de sa ville natale. Il joue ensuite dans toutes les équipes d'âge jusqu'à atteindre l'équipe première, qui évolue à l'époque en Promotion. En 1970, il est recruté par le Cercle de Bruges, une équipe de Division 2 au glorieux passé, qui ambitionne de remonter rapidement parmi l'élite nationale. Pour son premier match avec ses nouvelles couleurs, en Coupe de Belgique face à Roulers, il inscrit deux des trois buts brugeois. En fin de saison, il fête le titre de champion de deuxième division, auquel il apporte une importante contribution, terminant la saison meilleur buteur de l'équipe.
Au plus haut niveau national, Raf Lapeire inscrit moins de buts, mais finit néanmoins encore une fois meilleur buteur du Cercle en 1973. En 1975, alors que le football belge prend la route du professionnalisme, il préfère redescendre dans les divisions inférieures et rejoint le KSC Menen, en Division 3. Cinq ans plus tard, il descend à nouveau d'un cran, et signe à l'Eendracht Wervik, en Promotion. Après une saison, il déménage au KFC Roulers, qui évolue alors en première provinciale, où il met un terme définitif à sa carrière en 1983.

## Palmarès
- 1 fois champion de Division 2 en 1971 avec le Cercle de Bruges.

## Statistiques
Statistiques de Raf Lapeire durant ses cinq saisons au Cercle de Bruges.
| Saison                | Club                  | Championnat           | Championnat | Championnat | Coupe(s) nationale(s) | Coupe(s) nationale(s) | Total | Total |
| Saison                | Club                  | Division              | M.          | B.          | M.                    | B.                    | M.    | B.    |
| 1970-1971             | Cercle Bruges KSV     | Division 2            | 30          | 13          | 2                     | 2                     | 32    | 15    |
| 1971-1972             | Cercle Bruges KSV     | Division 1            | 29          | 5           | 2                     | 1                     | 31    | 6     |
| 1972-1973             | Cercle Bruges KSV     | Division 1            | 23          | 7           | 4                     | 1                     | 27    | 8     |
| 1973-1974             | Cercle Bruges KSV     | Division 1            | 30          | 5           | 1                     | 1                     | 31    | 6     |
| 1974-1975             | Cercle Bruges KSV     | Division 1            | 34          | 2           | 3                     | 1                     | 37    | 3     |
| Total sur la carrière | Total sur la carrière | Total sur la carrière | 146         | 32          | 12                    | 6                     | 158   | 38    |